# Xã Hamilton, Quận McKean, Pennsylvania
Xã Hamilton (tiếng Anh: Hamilton Township) là một xã thuộc quận McKean, tiểu bang Pennsylvania, Hoa Kỳ. Năm 2010, dân số của xã này là 543 người.